# Płyta nubijska

Płyta afrykańska zaznaczona na różowo, płyta nubijska stanowi jej zachodnią część

Płyta nubijska (ang. Nubian Plate) – płyta tektoniczna obejmująca swoim zasięgiem większość Afryki i znaczną część południowego Atlantyku.
Jest ona definiowana przez niektórych autorów jako zachodnia część płyty afrykańskiej, po oddzieleniu od niej jej wschodniego fragmentu – płyty somalijskiej oraz madagaskarskiej i płyty Seszeli wzdłuż Wielkich Rowów Afrykańskich.
Od zachodu graniczy z płytą północnoamerykańską i płytą południowoamerykańską, od północy z płytą euroazjatycką, od wschodu z płytą arabską i płytą somalijską, od południa z płytą antarktyczną.
Płytę nubijską od północnego zachodu, zachodu, południa, wschodu i północnego wschodu otaczają grzbiety śródoceaniczne, w obrębie których, w strefach spreadingu powstaje nowa skorupa oceaniczna. Strefy te również oddalają się od siebie.